# Salmon River (Shuswap Lake)
Der Salmon River ist ein etwa 135 km langer Zufluss des Shuswap Lake im Südosten der kanadischen Provinz British Columbia.

## Flusslauf
Der Salmon River entspringt im Osten des Thompson-Plateaus auf einer Höhe von etwa 1700 m. Er fließt anfangs 20 km nach Westen. Unweit des Nordufers des Salmon Lake wendet sich der Salmon River nach Norden und später nach Nordosten. Bei Flusskilometer 50 passiert er die Gemeinde Falkland und wendet sich nach Südosten. Auf den unteren 38 km strömt der Salmon River nach Norden und mündet in das Kopfende des Salmon Arm, einem Teilsee des Shuswap Lake. Die Kleinstadt Salmon Arm liegt östlich der Flussmündung. Der British Columbia Highway 97 verläuft östlich von Westwold über eine Strecke von 30 km entlang dem Flusslauf.

## Hydrologie
Der Salmon River entwässert ein Areal von 1550 km². Der mittlere Abfluss nahe der Mündung beträgt 4,97 m³/s. Die höchsten monatlichen Abflüsse treten gewöhnlich im Mai und Juni mit im Mittel 18,8 bzw. 12,2 m³/s auf.

## Flussfauna
Vor dem Erdrutsch im Jahr 1914 bei Hells Gate am Fraser River war der Salmon River das Laichgebiet einer größeren Lachspopulation. Seither ist die Lachswanderung in den Salmon River stark zurückgegangen und der Fischfang wurde verboten. Auf Höhe der Siedlung Westwold westlich von Falkland durchfließt der Salmon River ein mehrere Kilometer langes tiefes Kiesbett. Nur während des Frühjahrshochwassers findet in diesem Bereich ein oberirdischer Abfluss statt. Somit stellt dieser Flussabschnitt die meiste Zeit im Jahr ein unüberwindbares Hindernis für die Lachse dar.